# Андер Итураспе
Андер Итураспе Дертеано (шп. Ander Iturraspe Derteano; Абадињо, 8. март 1989) је бивши шпански  фудбалер. Играо је на позицији дефанзивног везног играча.

## Успеси
Атлетик Билбао
- Куп Шпаније: (финале: 2011/12, 2014/15)[4][5]
- Суперкуп Шпаније: (финале: 2009)[6]
- Лига Европе: (финале: 2011/12)[7]

Појединачни
- Идеални тим Ла лиге: 2014.[8]